# The Secret Marriage (film 1914)
The Secret Marriage è un cortometraggio muto del 1914 diretto da Wilbert Melville.

## Produzione
Il film fu prodotto dalla Lubin Manufacturing Company.

## Distribuzione
Distribuito dalla General Film Company, il film - un cortometraggio in due bobine - uscì nelle sale cinematografiche degli Stati Uniti il 19 marzo 1914.